# Raccordo autostradale 1
Il raccordo autostradale 1 o RA 1 (secondo la numerazione ANAS), meglio noto come tangenziale nord di Bologna, è un'arteria complanare all'A14 e classificata come autostrada senza pedaggio; passando a nord dell'area urbana di Bologna, congiunge le zone di Casalecchio di Reno e di San Lazzaro di Savena.
La tangenziale o raccordo autostradale (in quanto collegamento alternativo di raccordo tra le autostrade A1, A13 e A14) comprende anche una diramazione (Ramo Verde), che, staccandosi dall'asse principale nei pressi di Borgo Panigale, la collega con l'A14 in zona La Pioppa, nelle vicinanze dell'area di servizio che da questa zona prende il nome.
Il flusso del traffico che interessa questa tangenziale è di circa 90.000 attraversamenti al giorno. L'arteria ha due corsie per senso di marcia.
La denominazione RA 1 non appare in nessun segnale stradale. Per accedere alla tangenziale-RA 1 è necessario seguire l'indicazione tangenziale o le indicazioni per le varie località raggiungibili da essa.
La gestione è di competenza della società Autostrade per l'Italia.

## Storia

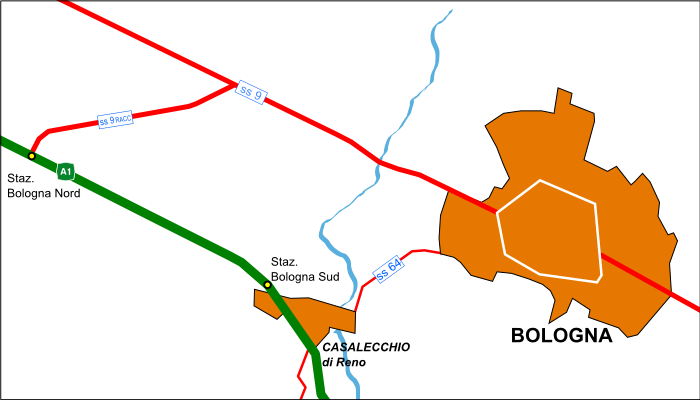
Tracciato della SS 9 racc nel 1960

Fu progettata dagli ingegneri Francesco Fantoni e Giorgio Mondini e inaugurata dopo tre anni di lavori il 12 luglio 1967.
Il tratto di Ramo Verde compreso tra l'interconnessione con l'A14 e lo svincolo con la SS 9 ha assorbito parte di un'arteria preesistente (SS 9 racc), che collegava la Via Emilia con l'A1 presso la stazione di Bologna Nord (ora allacciamento dell'A14 sull'A1) sin dal 1959. La parte dismessa dello svincolo di Bologna Nord è oggi utilizzata come viabilità di servizio.

## Classificazione
La tangenziale di Bologna è stata classificata come autostrada col d.m. del 22/08/1967 (GU 275 del 03/11/1967) assieme ai primi tratti di A14, cui corre in complanare.
Il decreto legislativo 29 ottobre 1999, n. 461 non ha incluso la tangenziale di Bologna tra le autostrade italiane, ma tra la rete stradale a viabilità ordinaria di interesse nazionale. Tuttavia, nessun cambiamento è avvenuto nella segnaletica stradale (sono presenti ancora i segnali di inizio e fine autostrada).
Il decreto del presidente del Consiglio dei ministri del 21 settembre 2001 (Gazzetta Ufficiale n. 226 del 28-09-2001) ha assegnato al raccordo la numerazione RA 01.

## Percorso
| TANGENZIALE DI BOLOGNA | |      |      |           |
| Tipo                   | Indicazione | ↓km↓ | ↑km↑ | Provincia |
|                        | Milano - Firenze Taranto                                                                                                | 0,0  | 19,0 | BO        |
|                        | Barriera di Bologna Casalecchio                                                                                         | 0,45 | 18,6 | BO        |
|                        | Casalecchio di Reno Porrettana Bologna q.re Saragozza, Certosa, San Luca Stadio - Ospedale Maggiore Meridiana           | 0,5  | 18,1 | BO        |
| bis                    | Maranello - Vignola - Bazzano - Zola Predosa Bazzanese Monte San Pietro - Vergato Palasport Centro commerciale          | 0,75 | 18,1 | BO        |
|                        | Bologna q.re Borgo Panigale, q.re Reno                                                                                  | 2,6  | 15,7 | BO        |
|                        | Ramo Verde Milano Barriera di Bologna Borgo Panigale Via Emilia San Giovanni in Persiceto                               | 4,0  | 14,8 | BO        |
|                        | Via del Triumvirato Via Emilia Ponente                                                                                  | 5,0  | 13,6 | BO        |
| bis                    | Aeroporto Guglielmo Marconi Calderara di Reno                                                                           | 5,5  | 13,2 | BO        |
|                        | Bologna q.re Lame - Navile - CNR, MAMbo + Parcheggio Tanari Trebbo di Reno                                              | 8,8  | 9,8  | BO        |
|                        | Castel Maggiore Bologna Corticella, Arcoveggio, Bolognina Museo del Patrimonio Industriale, Municipio                   | 10,0 | 9,0  | BO        |
|                        | Ferrara - Padova Barriera di Bologna Arcoveggio                                                                         | 10,5 | 8,0  | BO        |
|                        | Fiera di Bologna via Stalingrado Università                                                                             | 11,0 | 7,8  | BO        |
| bis                    | Porrettana Ferrara | 11,2 | 7,5  | BO        |
|                        | Fiera di Bologna via Michelino Sede della Regione Emilia-Romagna Campeggio                                              | 12,3 | 6,4  | BO        |
| bis                    | Granarolo dell'Emilia viale Europa CAAB Ortomercato Facoltà di agraria                                                  | 12,6 | 6,0  | BO        |
|                        | Bologna q.re San Donato Circuito ferroviario di prova di Bologna San Donato                                             | 13,0 | 5,4  | BO        |
|                        | Zona Industriale Roveri Motorizzazione civile                                                                           | 13,6 | 4,7  | BO        |
|                        | Bologna q.re San Vitale, via Massarenti, via Lenin, via Larga Policlinico Sant'Orsola-Malpighi                          | 15,0 | 3,9  | BO        |
| bis                    | San Vitale Castenaso Ravenna                                                                                            | 15,4 | 3,4  | BO        |
|                        | Bologna q.re Mazzini Ospedale Bellaria                                                                                  | 16,5 | 1,8  | BO        |
|                        | San Lazzaro di Savena Via Emilia della Futa q.re San Ruffillo, Pianoro, Firenze                                         | 17,7 | 1,0  | BO        |
|                        | Croce dell'Idice, Complanare Sud Idice, Ozzano nell'Emilia, Facoltà di veterinaria Ultima uscita (solo carreggiata sud) | 18,2 |      | BO        |
|                        | Barriera di Bologna San Lazzaro                                                                                         | 18,5 | 0,55 | BO        |
|                        | Bologna - Taranto | 19,0 | 0,0  | BO        |

### Ramo verde
Questo tratto collega la tangenziale di Bologna all'A1 in direzione Nord-Milano. L'AISCAT considera questo tratto come diramazione della tangenziale, tuttavia, nel pannello integrativo d'identificazione dei cavalcavia, è indicato come A14.
| TANGENZIALE DI BOLOGNA Ramo verde |                                                                                  |      |      |                     |
| Tipo                              | Indicazione                                                                      | ↓km↓ | ↑km↑ | Città metropolitana |
|                                   | Taranto Milano                                                                   | 0,0  | 3,3  | BO                  |
|                                   | Barriera Bologna Borgo Panigale                                                  |      |      | BO                  |
|                                   | Borgo Panigale Via Emilia Ponente - via Marco Emilio Lepido - Anzola dell'Emilia | 0,3  | 3,3  | BO                  |
|                                   | Modena                                                                           | 1,5  | 1,8  | BO                  |
|                                   |                                                                                  | 3,3  | 0,0  | BO                  |

## Passante nord di Bologna
Il passante autostradale nord di Bologna indica un progetto accantonato che prevedeva la costruzione di un raccordo autostradale a doppia carreggiata di due corsie (ognuna da 3,75 m di larghezza) più corsia di emergenza (larga 3 m) per senso di marcia che avrebbe collegato l'autostrada A1 all'autostrada A13 e all'autostrada A14, consentendo di oltrepassare il nodo di Bologna.

### Il piano della Provincia
Nel 2003 la Provincia di Bologna mise a confronto il Passante Nord con alcune alternative e all'interno del suo PTCP (Piano Territoriale di Coordinamento Provinciale) lo ritenne la soluzione preferita sia rispetto alla possibilità di potenziamento in sede dell'attuale tangenziale-autostrada, sia rispetto alla realizzazione di un Passante Sud. Il Passante nord doveva essere lungo 41,4 km per liberare un tratto di 13 km, ovvero la lunghezza dell'attuale tangenziale. L'attuale sede autostradale, adiacente alla tangenziale di Bologna, sarebbe stata banalizzata per realizzare un unico sistema tangenziale a quattro corsie per senso di marcia più quella di emergenza.

### L'intervento dell'Unione Europea
Il 30 settembre 2009, l'Unione europea ha dato il primo via libera alla realizzazione dell'infrastruttura, con alcune prescrizioni che hanno imposto la modifica del progetto originale.
Il 16 luglio 2010, la Commissione europea ha dato il via libera definitivo al passante Nord di Bologna.
L'ipotesi di partenza era quella di affidare per trattativa diretta alla società Autostrade, ipotesi cui l'Europa opponeva invece la soluzione di una vera e propria gara pubblica.
Il compromesso è stato trovato, affidando in un primo momento il progetto generale e la gestione (e quindi anche i pedaggi futuri) alla società Autostrade, e quindi impegnare quest'ultima a indire una successiva gara pubblica di appalto per la realizzazione dei lavori. Ipotesi quest'ultima che ha finalmente ottenuto il consenso della Commissione europea.
L'altra condizione richiesta dalla Commissione europea sarà la scelta del tracciato, che dovrà essere più corto del precedente percorso (ipotizzato inizialmente di 41,4 km), mantenendo i quattro caselli intermedi previsti; espediente utilizzato affinché non sembri evidente che si tratti di una nuova autostrada, ma solo di una variante dell'attuale tracciato.

### Eventi successivi
Esiste un comitato spontaneo di cittadini che si oppone al Passante Nord e che sostiene la possibilità dell'ampliamento in sede dell'attuale tangenziale-autostrada.
In data 30 giugno 2015 un gruppo di professionisti autonomi ha presentato una proposta alternativa che consiste nella realizzazione di un viadotto al di sopra della attuale tangenziale, realizzando così quattro corsie per senso di marcia sia per la tangenziale sia per l'autostrada.
Il progetto in questione, negli anni, ha sempre trovato forti sacche di resistenza, sia da parte di cittadini sia da parte di varie associazioni; le critiche, in particolare, hanno riguardato l'impatto dell'opera in termini di consumo del suolo, ritenuto eccessivo e non giustificato dall'effettiva utilità dell'opera stessa. Tali critiche sono state fatte proprie anche dalla giunta regionale dell'Emilia-Romagna, che nel febbraio 2016 ha abbandonato l'idea di costruire il passante, per evitare di "sottrarre 41 chilometri di territorio vergine", sposando invece il progetto di allargamento dell'attuale tangenziale.